# Hubert Anson Newton
Hubert Anson Newton, född 19 mars 1830, död 12 augusti 1896, var en amerikansk astronom.
Newton blev 1855 professor i matematik vid Yale University och var 1882-84 chef för observatoriet där. Han är känd för sina undersökningar över meteorer, över kometernas ursprung samt planeten Jupiters inverkan på kometernas rörelse.